# Joaquim Celorico Palma
Joaquim Celorico Palma (? - Vila Real de Santo António, Vila Nova de Cacela, 28 de Fevereiro de 1940) foi um político português.

## Biografia
Proprietário, foi eleito Senador em 1919, pelo Círculo Eleitoral de Beja, nas listas do Partido Evolucionista.